# Vito Gnutti
Vito Gnutti (Lumezzane, 14 settembre 1939 – Brescia, 6 dicembre 2008) è stato un politico italiano, ministro dell'industria, del commercio e dell'artigianato nel primo governo Berlusconi.

## Biografia
Membro della Giunta esecutiva di Confindustria nel 1990 si dichiara vicino alla Lega Lombarda e ne sostiene pubblicamente le ragioni. Contattato dall'allora segretario provinciale di Brescia della Lega Corrado Della Torre, su mandato di Umberto Bossi, aderisce e si iscrive alla Lega Nord nel 1991.
Alle elezioni politiche del 1992 viene candidato alla Camera dei deputati per la Lega, ed eletto deputato nella circoscrizione Brescia-Bergamo come secondo degli eletti.
Alle elezioni politiche del 1994 è stato rieletto deputato tra le file della Lega Nord ed era diventato Ministro dell'industria, del commercio e dell'artigianato nel primo governo Berlusconi. Nello stesso anno è stato candidato dal centro-destra (Lega Nord e Forza Italia) alle elezioni amministrative contro Mino Martinazzoli per la carica di sindaco di Brescia, dove perse, ma fu eletto consigliere comunale di Brescia.
Ha ricoperto la carica di capogruppo alla Camera nel 1995 e nel 1996.
Eletto al Senato nel 1996. Viene poi eletto nel Parlamento della Padania, dimettendosi per incompatibilità dal parlamento italiano.
Dopo la rottura con i vertici della Lega Nord, e soprattutto con Umberto Bossi sentitosi tradito da lui, avvenuta nel 1999, è diventato esponente di un movimento locale denominato Autonomisti per l'Europa (ApE). Con esso successivamente ha aderito a Democrazia Europea di Sergio D'Antoni, di cui è stato presidente del relativo gruppo parlamentare.
Alle elezioni amministrative del 2002 si è candidato alla presidenza della Provincia di Varese per ApE, dove al primo turno ottiene il 0,53% dei voti, arrivando sesto e ultimo, ergo non accedendo al ballottaggio.
È morto all'età di 69 anni, dopo una lunga malattia agli Spedali Civili. Il funerale si è svolto l'8 dicembre 2008.